# Колешино
Колешино (мкд. Колешино) је насеље у Северној Македонији, у крајње југоисточном делу државе. Колешино је у саставу општине Ново Село.

## Географија
Колешино је смештено у крајње југоисточном делу Северне Македоније, близу државне границе са Грчком (7 km јужно од села). Од најближег града, Струмице, насеље је удаљено 17 km источно.
Насеље Колешино се налази у историјској области Струмица. Насеље је положено на јужном ободу Струмичког поља, на месту где се оно издиже у прва брда, која ка југу прелазе у планину Беласицу. Надморска висина насеља је приближно 280 метара. 
Месна клима је блажи облик континенталне због близине Егејског мора (жарка лета).

## Становништво
Колешино је према последњем попису из 2002. године имало 845 становника.
Већинско становништво у насељу су етнички Македонци (98%), а остало су махом Срби.
Већинска вероисповест месног становништва је православље.